# Bernardo Augusto Nascentes de Azambuja
Bernardo Augusto Nascentes de Azambuja (? — 1876) foi um político brasileiro. Foi, em 1864, terceiro diretor da Secretaria de Estado dos Negócios da Agricultura, Comércio e Obras Públicas.
Foi presidente da Província do Rio de Janeiro, de 15 de março a 11 de outubro de 1875.